# 廖麦克
廖麦克（1950年4月11日—），马来西亚政治人物，土保党党员。曾任马来西亚旅游部长（2004年至2006年）、外交部副部长（1995年至2004年），以及教育部副部长（1986年至1995年）。曾经于1982年至2018年担任砂拉越州沐胶国会议员 。